# Zatîșșea
Zatișșia (ucraineană Затишшя) este un oraș în raionul Rozdilna din regiunea Odesa, Ucraina.